# Jørgen H. Barfod
Jørgen Henrik Pagh Barfod (født 2. marts 1918 i København - død 9. september 2015) var en dansk marinehistoriker og tidligere leder af Museet for Danmarks Frihedskamp 1940-45 i perioden 1971-1987. Han var modstandsmand under Besættelsen og kom i KZ-lejr.

## Under Besættelsen
Jørgen H. Barfod er søn af kommandør, kammerherre Halfdan Barfod (1880-1947) og Helga født Pagh (1889-1976). Da han brugte briller, kunne Barfod ikke blive optaget på Søofficersskolen. I stedet gik han ind i Hæren og blev optaget på Hærens Officersskole, hvor han ved Besættelsens begyndelse var kornet.
Barfod blev medlem af modstandsgruppen Holger Danske og blev anholdt af Gestapo i december 1944. Den 14. januar 1945 blev han sammen med en større gruppe modstandsfolk deporteret fra Vestre Fængsel til kz-lejren Neuengamme ved Hamborg. Barfod tilbragte de følgende godt tre måneder, dels i Neuengamme og dels på en udekommando i Hamborg. Han har beskrevet de forfærdelige forhold, som herskede i kz-lejren og især på udekommandoen Dessauer Ufer i bogen Helvede har mange navne. Den 20. april 1945 blev han sendt hjem med en af de sidste af De hvide busser som Røde Kors stod for.

## Senere virke
Efter krigen blev han gift 27. april 1947 med Sigrun Sams (født 1921), datter af bankbestyrer Helge Sams (død 1967) og Anna f. Hvidkjær (død 1976).
Barfod fik en karriere som marine- og militærhistoriker, og fra 1971 til 1987 var han leder af Frihedsmuseet. Han var indtil nedlæggelsen 2008 formand for Frihedskampens Veteraner, og han er desuden Ridder af Dannebrog (25. oktober 1982), bærer Hjemmeværnets Fortjensttegn og Zastaveordenen (Det jugoslaviske Flags Orden).

## Udgivelser
- Slaget i Køge Bugt 1. juli 1677. Forudsætninger, forløb og følger, 1952.
- Danmark under 2. verdenskrig (s.m. Edele Kruchow), 1959.
- Nitten generationer, 1960.
- Orlogsflåden på Niels Juels tid 1648-1699, København: Munksgaard 1963.
- I kamp for friheden, 1966.
- Danmark-Norges handelsflåde 1650-1700, Handels- og Søfartsmuseet på Kronborg, København 1967.
- Helvede har mange navne, En beretning om koncentrationslejre og fængsler, hvor der sad danskere 1940-1945, København, Forlaget ZAC, 1969.
- Et centrum i periferien, William Dams Boghandel, Rønne 1976.
- Niels Juel. liv og gerning i den danske søetat (Skrifter udgivet af Jysk Selskab for Historie, nr. 32), Århus: Aarhus Universitetsforlag 1977.
- Christian IV's Nyboder, 1983.
- "Redning fra Ragnarok", Årsskrift for Frihedsmuseets Venner 1982, København 1983
- "København kampklar – Københavnsledelse og den illegale hær 1943-45", Årsskrift for Frihedsmuseets Venner 1988, 1988.
- Flådens fødsel, 1990.
- "Folkets oprør. Modstandskamp på Amager", Årsskrift for Frihedsmuseets Venner 1991. København, 1991.
- Barfod-Sagaen. En beretning om de personer, der har båret navnet Barfod, Barfoed eller andre stavemåder af navnet, Slægtsforeningen Barfod-Barfoed, København 1992.
- Endelig – 29. august 1943 som vi oplevede den, Frihedsmuseets Venners Forlags Fond 1993.
- Flåden den 29. august 1943, København: Orlogsmuseet 1993.
- Christian 3.s flåde. Den danske flådes historie 1533-1588, (Marinehistoriske Skrifter), København: Gyldendal 1995.

## Eksterne kilder og henvisninger
- Jørgen H. Barfod på gravsted.dk

Jørgen H. Barfod i Frihedsmuseets modstandsdatabase
- Kraks Blå Bog, 1994
- Jørgen H. P. Barfod: 19. Generationer, 1960
- Jørgen H. P. Barfod: Barfod-Sagaen, 1992
- Slægtsforeningen Barfod-Barfoed
- Stamtavle over Barfodslægten